# خرت یاکوبس
خرت یاکوبس (هلندی: Gert Jakobs؛ زادهٔ ۲۹ آوریل ۱۹۶۴) دوچرخه‌سوار اهل هلند است.